# São Sebastião da Vargem Alegre
São Sebastião da Vargem Alegre este un oraș în Minas Gerais (MG), Brazilia.